# Fairview (Illinois)
Fairview é uma vila localizada no estado americano de Illinois, no Condado de Fulton.

## Demografia
Segundo o censo americano de 2000, a sua população era de 493 habitantes.
Em 2006, foi estimada uma população de 476, um decréscimo de 17 (-3.4%).

## Geografia
De acordo com o United States Census Bureau tem uma área de
11,0 km², dos quais 10,8 km² cobertos por terra e 0,2 km² cobertos por água. Fairview localiza-se a aproximadamente 186 m acima do nível do mar.

## Localidades na vizinhança
O diagrama seguinte representa as localidades num raio de 16 km ao redor de Fairview.